# Tillandsia gruberi
Tillandsia gruberi là một loài thực vật có hoa trong họ Bromeliaceae. Loài này được (Ehlers) J.R.Grant mô tả khoa học đầu tiên năm 2004.